# Закон сообщающихся сосудов

Анимация заполнения сообщающихся сосудов

Закон сообщающихся сосудов — один из законов гидростатики, гласящий, что в сообщающихся сосудах уровни однородных жидкостей, считая от наиболее близкой к поверхности земли точки, равны. Это происходит потому что напряжённость гравитационного поля и давление в каждом сосуде постоянны (гидростатическое давление). Это было обнаружено Симоном Стевином.

## Доказательство
Рассмотрим два сообщающихся сосуда, в которых находится жидкость плотностью {\displaystyle ~\rho }. Давление жидкости в I сосуде расписывается по формуле {\displaystyle p_{1}=\rho gh_{1}}, где {\displaystyle h_{1}} — высота столба в I сосуде. Давление жидкости во II сосуде {\displaystyle p_{2}} расписывается аналогично как {\displaystyle \rho gh_{2}}, где {\displaystyle h_{2}} — высота столба во II сосуде. Так как система открытая, то давления равны, и {\displaystyle p_{1}=p_{2}\Rightarrow \rho gh_{1}=\rho gh_{2}\Rightarrow h_{1}=h_{2}}, ч. т. д.

## Расширенный закон
Аналогично предыдущему утверждению, справедливому только для однородных жидкостей, можно доказать и следующее утверждение: отношение уровней жидкостей обратно пропорционально отношению их плотностей, то есть {\displaystyle {\frac {\rho _{1}}{\rho _{2}}}={\frac {h_{2}}{h_{1}}}}. Этот вариант закона также иногда используется в школьной программе.